# Silhac
Silhac település Franciaországban, Ardèche megyében. Lakosainak száma 399 fő (2022. január 1.). Silhac Chalencon, Dunière-sur-Eyrieux, Saint-Apollinaire-de-Rias, Saint-Jean-Chambre, Saint-Julien-le-Roux, Saint-Maurice-en-Chalencon, Saint-Michel-de-Chabrillanoux és Vernoux-en-Vivarais községekkel határos.

## Népesség
A település népessége az elmúlt években az alábbi módon változott:
| Lakosok száma | 487  | 337  | 286  | 338  | 367  | 365  | 368  | 380  | 382  | 399  |
|               | 1968 | 1982 | 1990 | 2006 | 2013 | 2015 | 2017 | 2019 | 2020 | 2022 |